# 500 Milhas de Indianápolis de 2012
A 96ª edição das 500 Milhas de Indianápolis foi a quinta etapa da temporada de 2012 da IndyCar Series. A corrida foi disputada no dia 27 de maio no Indianapolis Motor Speedway, localizado em Speedway (Indiana, Estados Unidos).
O escocês Dario Franchitti, da Chip Ganassi Racing, foi o vencedor da prova, seguido por seu companheiro de escuderia, o neozelandês Scott Dixon.

## Programação
| Data(s)       | Dia(s)       | Evento                                   |
| ------------- | ------------ | ---------------------------------------- |
| 10 de maio    | Quinta       | Orientação para Rookies                  |
| 12-18 de maio | Sábado-Sexta | Treinos                                  |
| 19 de maio    | Sábado       | Pole Day                                 |
| 20 de maio    | Domingo      | Bump Day                                 |
| 25 de maio    | Sexta        | Carb Day Treino final Pit Stop Challenge |
| 27 de maio    | Domingo      | Corrida                                  |

## Pilotos e Equipes
33 carros confirmaram sua inscrição para a prova.
| Nº | Piloto                 | Equipe                               | Chassis | Motor     | Pneu |
| -- | ---------------------- | ------------------------------------ | ------- | --------- | ---- |
| 2  | Ryan Briscoe           | Team Penske                          | Dallara | Chevrolet | F    |
| 3  | Hélio Castroneves      | Team Penske                          | Dallara | Chevrolet | F    |
| 4  | J. R. Hildebrand       | Panther Racing                       | Dallara | Chevrolet | F    |
| 5  | E. J. Viso             | KV Racing Technology                 | Dallara | Chevrolet | F    |
| 6  | Katherine Legge (R)    | Dragon Racing                        | Dallara | Chevrolet | F    |
| 7  | Sebastien Bourdais     | Dragon Racing                        | Dallara | Chevrolet | F    |
| 8  | Rubens Barrichello (R) | KV Racing Technology                 | Dallara | Chevrolet | F    |
| 9  | Scott Dixon            | Chip Ganassi Racing                  | Dallara | Honda     | F    |
| 11 | Tony Kanaan            | KV Racing Technology                 | Dallara | Chevrolet | F    |
| 12 | Will Power             | Team Penske                          | Dallara | Chevrolet | F    |
| 14 | Mike Conway            | A. J. Foyt Enterprises               | Dallara | Honda     | F    |
| 15 | Takuma Sato            | Rahal Letterman Lanigan Racing       | Dallara | Honda     | F    |
| 17 | Sebastian Saavedra     | Andretti Autosport/AFS Racing        | Dallara | Chevrolet | F    |
| 18 | Justin Wilson          | Dale Coyne Racing                    | Dallara | Honda     | F    |
| 19 | James Jakes (R)        | Dale Coyne Racing                    | Dallara | Honda     | F    |
| 20 | Ed Carpenter           | Ed Carpenter Racing                  | Dallara | Chevrolet | F    |
| 22 | Oriol Servià           | Panther/Dreyer & Reinbold Racing     | Dallara | Chevrolet | F    |
| 25 | Ana Beatriz            | Andretti Autosport/Conquest Racing   | Dallara | Chevrolet | F    |
| 26 | Marco Andretti         | Andretti Autosport                   | Dallara | Chevrolet | F    |
| 27 | James Hinchcliffe      | Andretti Autosport                   | Dallara | Chevrolet | F    |
| 28 | Ryan Hunter-Reay       | Andretti Autosport                   | Dallara | Chevrolet | F    |
| 30 | Michel Jourdain Jr.    | Rahal Letterman Lanigan Racing       | Dallara | Honda     | F    |
| 38 | Graham Rahal           | Chip Ganassi Racing                  | Dallara | Honda     | F    |
| 39 | Bryan Clauson (R)      | Sarah Fisher Hartman Racing          | Dallara | Honda     | F    |
| 41 | Wade Cunningham (R)    | A. J. Foyt Enterprises               | Dallara | Honda     | F    |
| 50 | Dario Franchitti       | Chip Ganassi Racing                  | Dallara | Honda     | F    |
| 64 | Jean Alesi (R)         | Lotus-Fan Force United               | Dallara | Lotus     | F    |
| 67 | Josef Newgarden (R)    | Sarah Fisher Hartman Racing          | Dallara | Honda     | F    |
| 77 | Simon Pagenaud (R)     | Schmidt-Hamilton Motorsports         | Dallara | Honda     | F    |
| 78 | Simona de Silvestro    | Lotus-HVM Racing                     | Dallara | Lotus     | F    |
| 83 | Charlie Kimball        | Chip Ganassi Racing                  | Dallara | Honda     | F    |
| 98 | Alex Tagliani          | Bryan Herta Autosport/Curb-Agajanian | Dallara | Honda     | F    |
| 99 | Townsend Bell          | Schmidt-Hamilton Motorsports         | Dallara | Honda     | F    |

- (R) - Rookie

## Treino classificatório

### Pole Day

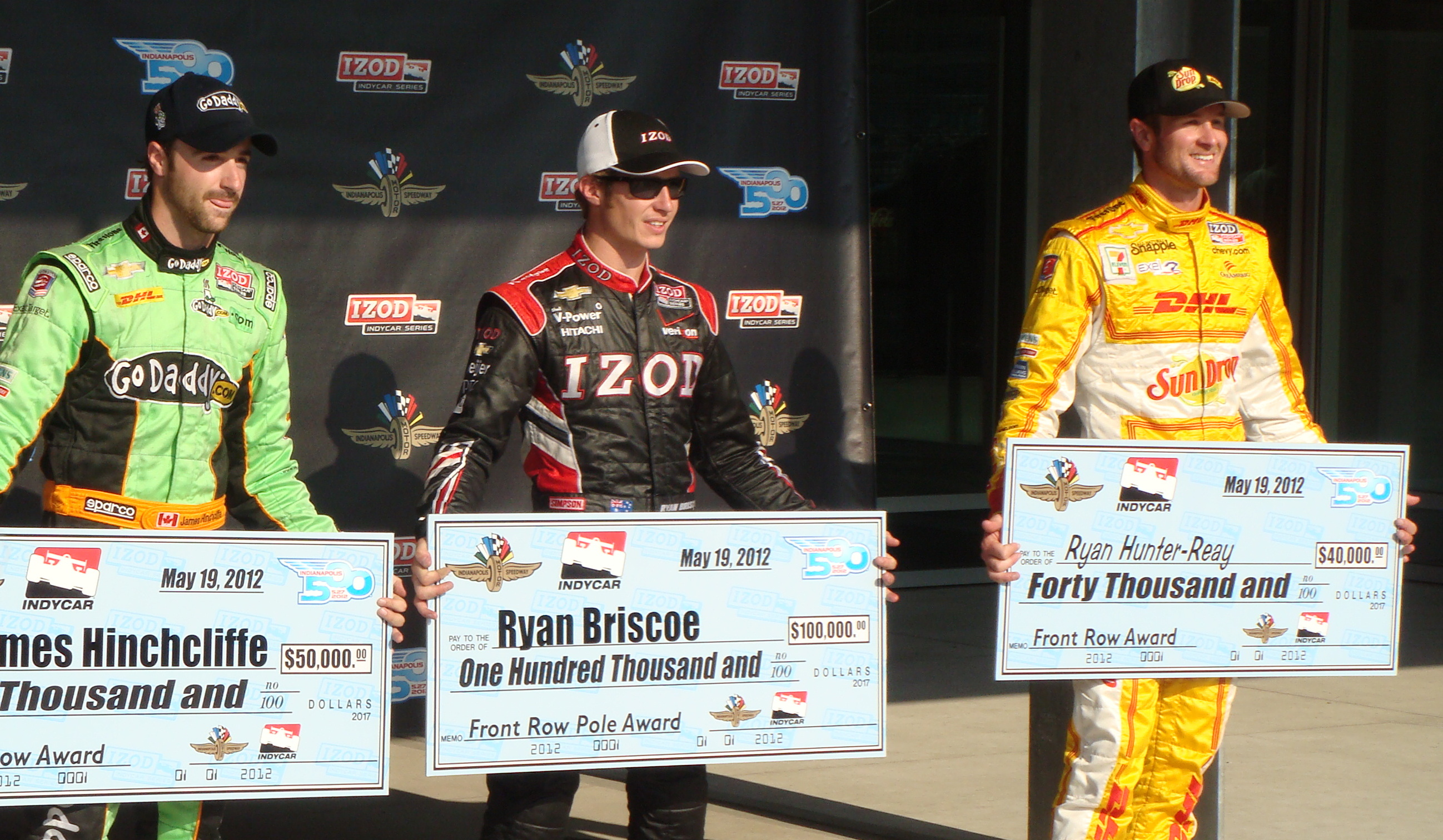
Três primeiros colocados para as 500 Milhas de Indianápolis de 2012 (da esquerda para a direita): James Hinchcliffe (2º), Ryan Briscoe (1º), Ryan Hunter-Reay (3º)

| 1                    | 2  | Ryan Briscoe           | Team Penske                        | 2:38.9514 | 15 |
| 2                    | 27 | James Hinchcliffe      | Andretti Autosport                 | 2:38.9537 | 13 |
| 3                    | 28 | Ryan Hunter-Reay       | Andretti Autosport                 | 2:39.1233 | 12 |
| 4                    | 26 | Marco Andretti         | Andretti Autosport                 | 2:39.6766 | 11 |
| 5                    | 12 | Will Power             | Team Penske                        | 2:39.7004 | 10 |
| 6                    | 3  | Hélio Castroneves      | Team Penske                        | 2:39.8780 | 9  |
| 7                    | 67 | Josef Newgarden (R)    | Sarah Fisher Hartman Racing        | 2:40.6879 | 8  |
| 8                    | 11 | Tony Kanaan            | KV Racing Technology               | 2:40.1775 | 7  |
| 9                    | 5  | E. J. Viso             | KV Racing Technology               | 2:40.4119 | 6  |
| 10ª-24ª posição      |    |                        |                                    |           |    |
| 10                   | 8  | Rubens Barrichello (R) | KV Racing Technology               | 2:40.5253 | 4  |
| 11                   | 98 | Alex Tagliani          | Bryan Herta Autosport              | 2:40.7144 | 4  |
| 12                   | 38 | Graham Rahal           | Chip Ganassi                       | 2:40.7437 | 4  |
| 13                   | 25 | Ana Beatriz            | Andretti Autosport/Conquest Racing | 2:40.7720 | 4  |
| 14                   | 83 | Charlie Kimball        | Chip Ganassi Racing                | 2:40.8093 | 4  |
| 15                   | 9  | Scott Dixon            | Chip Ganassi Racing                | 2:40.9413 | 4  |
| 16                   | 50 | Dario Franchitti       | Chip Ganassi Racing                | 2:41.0144 | 4  |
| 17                   | 19 | James Jakes (R)        | Dale Coyne Racing                  | 2:41.0866 | 4  |
| 18                   | 4  | J. R. Hildebrand       | Panther Racing                     | 2:41.1299 | 4  |
| 19                   | 15 | Takuma Sato            | Rahal Letterman Lanigan Racing     | 2:41.1517 | 4  |
| 20                   | 99 | Townsend Bell          | Schmidt-Hamilton Motorsports       | 2:41.3377 | 4  |
| 21                   | 18 | Justin Wilson          | Dale Coyne Racing                  | 2:41.4865 | 4  |
| 22                   | 30 | Michel Jourdain Jr.    | Rahal Letterman Lanigan Racing     | 2:41.5124 | 4  |
| 23                   | 77 | Simon Pagenaud (R)     | Schmidt-Hamilton Motorsports       | 2:41.5138 | 4  |
| 24                   | 17 | Sebastian Saavedra     | Andretti Autosport/AFS Racing      | 2:41.5720 | 4  |
| Não se classificaram |    |                        |                                    |           |    |
|                      | 41 | Wade Cunningham (R)    | A. J. Foyt Enterprises             | 2:41.6605 |    |
|                      | 14 | Mike Conway            | A. J. Foyt Enterprises             | 2:41.8458 |    |
|                      | 7  | Sebastien Bourdais     | Dragon Racing                      | 2:41.8595 |    |
|                      | 39 | Bryan Clauson (R)      | Sarah Fisher Hartman Racing        | N/A       |    |
|                      | 20 | Ed Carpenter           | Ed Carpenter Racing                | N/A       |    |
|                      | 6  | Katherine Legge (R)    | Dragon Racing                      | N/A       |    |
|                      | 22 | Oriol Servià           | Panther/Dreyer & Reinbold Racing   | N/A       |    |
|                      | 78 | Simona de Silvestro    | Lotus-HVM Racing                   | N/A       |    |
|                      | 64 | Jean Alesi (R)         | Lotus-Fan Force United             | N/A       |    |
| Relatório            |    |                        |                                    |           |    |

- (R) - Rookie

### Bump Day
| 25        | 7   | Sebastien Bourdais  | Dragon Racing                    | 2:40.8866 | 3 |
| 26        | 41  | Wade Cunningham (R) | A. J. Foyt Enterprises           | 2:41.2484 | 3 |
| 27        | 22  | Oriol Servià        | Panther/Dreyer & Reinbold Racing | 2:41.8754 | 3 |
| 28        | 20T | Ed Carpenter        | Ed Carpenter Racing              | 2:41.9262 | 3 |
| 29        | 14  | Mike Conway         | A. J. Foyt Enterprises           | 2:41.9293 | 3 |
| 30        | 6   | Katherine Legge (R) | Dragon Racing                    | 2:42.4374 | 3 |
| 31        | 39  | Bryan Clauson (R)   | Sarah Fisher Hartman Racing      | 2:47.8671 | 3 |
| 32        | 78  | Simona de Silvestro | Lotus-HVM Racing                 | 2:47.9162 | 3 |
| 33        | 64  | Jean Alesi (R)      | Lotus-Fan Force United           | 2:51.3516 | 3 |
| Relatório |     |                     |                                  |           |   |

- (R) - Rookie
- Jean Alesi e Simona de Silvestro foram obrigados a saírem da corrida por conta da baixa velocidade de seus carros.

## Grid de largada
(R) = Rookie; (W) = Ex-vencedor da prova
| Row | Inside | Inside                 | Middle | Middle              | Outside | Outside               |
| --- | ------ | ---------------------- | ------ | ------------------- | ------- | --------------------- |
| 1   | 2      | Ryan Briscoe           | 27     | James Hinchcliffe   | 28      | Ryan Hunter-Reay      |
| 2   | 26     | Marco Andretti         | 12     | Will Power          | 3       | Hélio Castroneves (W) |
| 3   | 67     | Josef Newgarden (R)    | 11     | Tony Kanaan         | 5       | E. J. Viso            |
| 4   | 8      | Rubens Barrichello (R) | 98     | Alex Tagliani       | 38      | Graham Rahal          |
| 5   | 25     | Ana Beatriz            | 83     | Charlie Kimball     | 9       | Scott Dixon (W)       |
| 6   | 50     | Dario Franchitti (W)   | 19     | James Jakes (R)     | 4       | J. R. Hildebrand      |
| 7   | 15     | Takuma Sato            | 99     | Townsend Bell       | 18      | Justin Wilson         |
| 8   | 30     | Michel Jourdain Jr.    | 77     | Simon Pagenaud (R)  | 17      | Sebastian Saavedra    |
| 9   | 7      | Sebastien Bourdais     | 41     | Wade Cunningham (R) | 22      | Oriol Servià          |
| 10  | 20     | Ed Carpenter           | 14     | Mike Conway         | 6       | Katherine Legge (R)   |
| 11  | 39     | Bryan Clauson (R)      | 78     | Simona de Silvestro | 64      | Jean Alesi (R)        |

## Corrida
| Corrida – Domingo, 27 de Maio de 2012 | Corrida – Domingo, 27 de Maio de 2012 | Corrida – Domingo, 27 de Maio de 2012 | Corrida – Domingo, 27 de Maio de 2012 | Corrida – Domingo, 27 de Maio de 2012 | Corrida – Domingo, 27 de Maio de 2012 | Corrida – Domingo, 27 de Maio de 2012 | Corrida – Domingo, 27 de Maio de 2012 | Corrida – Domingo, 27 de Maio de 2012 | Corrida – Domingo, 27 de Maio de 2012 |
| Pos | Nº                                    | Piloto                                | Equipe                                | Motor                                 | Voltas                                | Tempo                                 | Largada                               | Voltas na liderança                   | Pontos*                               |
| --- | ------------------------------------- | ------------------------------------- | ------------------------------------- | ------------------------------------- | ------------------------------------- | ------------------------------------- | ------------------------------------- | ------------------------------------- | ------------------------------------- |
| 1 | 50                                    | Dario Franchitti (W)                  | Chip Ganassi Racing                   | Honda                                 | 200                                   | 2:58:51.2532                          | 16                                    | 23                                    | 54                                    |
| 2 | 9                                     | Scott Dixon (W)                       | Chip Ganassi Racing                   | Honda                                 | 200                                   | + 0.0295†                             | 15                                    | 53                                    | 44                                    |
| 3 | 11                                    | Tony Kanaan                           | KV Racing Technology                  | Chevrolet                             | 200                                   | + 0.0677                              | 8                                     | 7                                     | 42                                    |
| 4 | 22                                    | Oriol Servià                          | Panther/Dreyer & Reinbold Racing      | Chevrolet                             | 200                                   | + 2.9166                              | 27                                    | 0                                     | 38                                    |
| 5 | 2                                     | Ryan Briscoe                          | Team Penske                           | Chevrolet                             | 200                                   | + 3.6721                              | 1                                     | 15                                    | 45                                    |
| 6 | 27                                    | James Hinchcliffe                     | Andretti Autosport                    | Chevrolet                             | 200                                   | + 4.0962                              | 2                                     | 5                                     | 41                                    |
| 7 | 18                                    | Justin Wilson                         | Dale Coyne Racing                     | Honda                                 | 200                                   | + 4.2430                              | 21                                    | 0                                     | 30                                    |
| 8 | 83                                    | Charlie Kimball                       | Chip Ganassi Racing                   | Honda                                 | 200                                   | + 4.6056                              | 14                                    | 3                                     | 28                                    |
| 9 | 99                                    | Townsend Bell                         | Schmidt–Hamilton Motorsports          | Honda                                 | 200                                   | + 5.6168                              | 20                                    | 0                                     | 26                                    |
| 10 | 3                                     | Hélio Castroneves (W)                 | Team Penske                           | Chevrolet                             | 200                                   | + 7.6352                              | 6                                     | 0                                     | 29                                    |
| 11 | 8                                     | Rubens Barrichello (R)                | KV Racing Technology                  | Chevrolet                             | 200                                   | + 7.9240                              | 10                                    | 2                                     | 23                                    |
| 12 | 98                                    | Alex Tagliani                         | Team Barracuda – BHA                  | Honda                                 | 200                                   | + 8.2543                              | 11                                    | 2                                     | 22                                    |
| 13 | 38                                    | Graham Rahal                          | Chip Ganassi Racing                   | Honda                                 | 200                                   | + 8.7539                              | 12                                    | 0                                     | 21                                    |
| 14 | 4                                     | J. R. Hildebrand                      | Panther Racing                        | Chevrolet                             | 200                                   | + 11.3423                             | 18                                    | 0                                     | 20                                    |
| 15 | 19                                    | James Jakes (R)                       | Dale Coyne Racing                     | Honda                                 | 200                                   | + 13.4494                             | 17                                    | 0                                     | 19                                    |
| 16 | 77                                    | Simon Pagenaud (R)                    | Schmidt–Hamilton Motorsports          | Honda                                 | 200                                   | + 14.1382                             | 23                                    | 0                                     | 18                                    |
| 17 | 15                                    | Takuma Sato                           | Rahal Letterman Lanigan Racing        | Honda                                 | 199                                   | Batida                                | 19                                    | 31                                    | 17                                    |
| 18 | 5                                     | E. J. Viso                            | KV Racing Technology                  | Chevrolet                             | 199                                   | + 1 Volta                             | 9                                     | 0                                     | 18                                    |
| 19 | 30                                    | Michel Jourdain Jr.                   | Rahal Letterman Lanigan Racing        | Honda                                 | 199                                   | + 1 Volta                             | 22                                    | 0                                     | 16                                    |
| 20 | 7                                     | Sébastien Bourdais                    | Dragon Racing                         | Chevrolet                             | 199                                   | + 1 Volta                             | 25                                    | 0                                     | 15                                    |
| 21 | 20                                    | Ed Carpenter                          | Ed Carpenter Racing                   | Chevrolet                             | 199                                   | + 1 Volta                             | 28                                    | 0                                     | 15                                    |
| 22 | 6                                     | Katherine Legge (R)                   | Dragon Racing                         | Chevrolet                             | 199                                   | + 1 Volta                             | 30                                    | 0                                     | 15                                    |
| 23 | 25                                    | Ana Beatriz                           | Andretti Autosport/Conquest Racing    | Chevrolet                             | 190                                   | + 10 Voltas                           | 13                                    | 0                                     | 16                                    |
| 24 | 26                                    | Marco Andretti                        | Andretti Autosport                    | Chevrolet                             | 187                                   | Batida                                | 4                                     | 59                                    | 23                                    |
| 25 | 67                                    | Josef Newgarden (R)                   | Sarah Fisher Hartman Racing           | Honda                                 | 161                                   | Mecânico                              | 7                                     | 0                                     | 18                                    |
| 26 | 17                                    | Sebastián Saavedra                    | Andretti Autosport/AFS Racing         | Chevrolet                             | 143                                   | Elétrico                              | 24                                    | 0                                     | 14                                    |
| 27 | 28                                    | Ryan Hunter-Reay                      | Andretti Autosport                    | Chevrolet                             | 123                                   | Suspensão                             | 3                                     | 0                                     | 22                                    |
| 28 | 12                                    | Will Power                            | Team Penske                           | Chevrolet                             | 79                                    | Batida                                | 5                                     | 0                                     | 20                                    |
| 29 | 14                                    | Mike Conway                           | A. J. Foyt Enterprises                | Honda                                 | 78                                    | Batida                                | 29                                    | 0                                     | 13                                    |
| 30 | 39                                    | Bryan Clauson (R)                     | Sarah Fisher Hartman Racing           | Honda                                 | 46                                    | Mecânico                              | 31                                    | 0                                     | 13                                    |
| 31 | 41                                    | Wade Cunningham (R)                   | A. J. Foyt Enterprises                | Honda                                 | 42                                    | Elétrico                              | 26                                    | 0                                     | 13                                    |
| 32 | 78                                    | Simona de Silvestro                   | HVM Racing                            | Lotus                                 | 10                                    | Bandeira Preta                        | 32                                    | 0                                     | 13                                    |
| 33 | 64                                    | Jean Alesi (R)                        | Fan Force United                      | Lotus                                 | 9                                     | Bandeira Preta                        | 33                                    | 0                                     | 13                                    |
| †Prova encerrada com bandeira amarela por conta da batida de Takuma Sato, a uma volta do final. *Soma da pontuação dos treinos classificatórios e da corrida . |                                       |                                       |                                       |                                       |                                       |                                       |                                       |                                       |                                       |